# Eduard Karl von Martens
Eduard Carl (ou Karl Eduard) von Martens (Stuttgart, 18 de abril de 1831 – Berlim, 14 de agosto de 1904) foi um zoologista alemão.

## Vida
Nascido em Stuttgart em 1831, von Martens frequentou a universidade de Tübingen, onde se formou em 1855. Ele então se mudou para Berlim, onde ficaria pelo resto de sua carreira, tanto no Museu Zoológico da Universidade de Berlim (a partir de 1855) e, a partir de 1859, no Museum für Naturkunde.
Em 1860, ele embarcou na expedição Thetis da expedição prussiana à Ásia Oriental. Quando a expedição retornou à Europa em 1862, von Martens continuou a viajar pelo Sudeste Asiático Marítimo por 15 meses. Ele publicou os resultados da expedição "Thetis" em dois volumes, constituindo o Zoologischer Theil da "Expedição Preussische nach Ost-Asien". Vol. ii, consistindo em 447 páginas e 22 placas, continha um relato muito completo dos moluscos terrestres.
De volta a Berlim, von Martens foi curador das seções malacológicas e de outros invertebrados até sua morte.
Von Martens descreveu 155 novos gêneros (150 deles moluscos) e quase 1 800 espécies (incluindo cerca de 1 680 moluscos, 39 crustáceos e 50 equinodermos).
Ele era um membro estrangeiro da Linnean Society of London, e um membro correspondente da Zoological Society of London.